# Spirax-Sarco Engineering
Spirax Group plc (bis 2024: Spirax-Sarco Engineering plc) ist ein britisches Unternehmen mit Sitz in Cheltenham, Gloucestershire. Es ist weltweit führend in der Entwicklung, Herstellung und Vermarktung von Dampf- und Flüssigkeitsüberwachungs- und -regelungsgeräten, die in erster Linie für die pharmazeutische, petrochemische und Lebensmittelindustrie bestimmt sind. Die Gruppe ist außerdem führend unter den Herstellern von peristaltischen Pumpen. Das Unternehmen ist in 67 Ländern vertreten. Der Umsatz verteilt sich wie folgt auf die einzelnen Produktfamilien:
- Dampf- und Fluidsteuerungsanlagen (58,2 %).
- peristaltische Pumpen (26,9 %)
- Temperaturregelungs- und Wärmeerzeugungssysteme (14,9 %).
Das Unternehmen ist an der Londoner Börse gelistet und Teil des FTSE 100 Index.

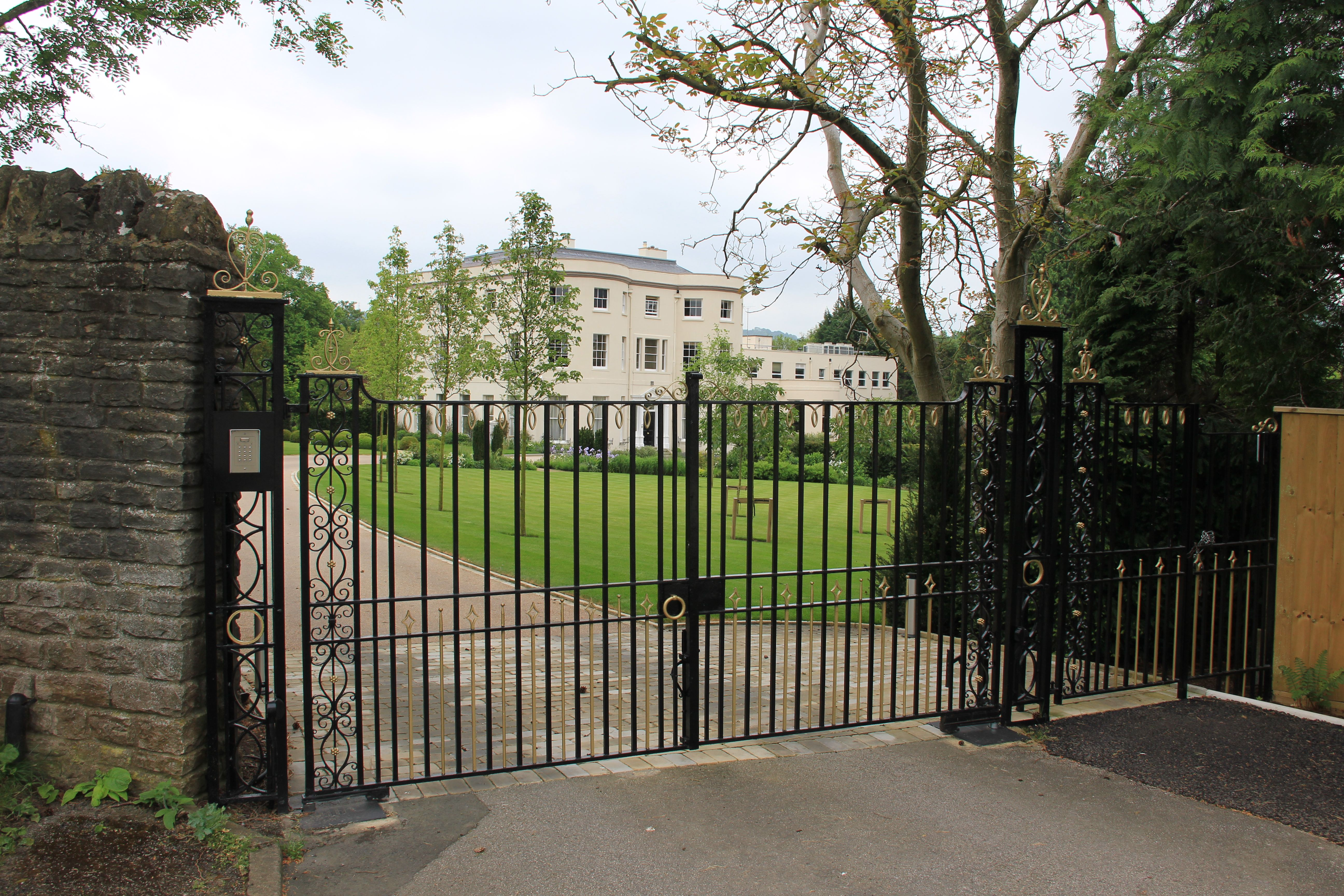
Charlton House, Cheltenham, Hauptquartier von Spirax-Sarco Engineering

## Geschichte
1888 gründet Herman Sanders ein allgemeines Handelsgeschäft in London. Er importiert Waren aus China, Afrika und Südamerika. 1890 tritt Herr Rehders in die Firma ein. Die Firma nennt sich Sanders & Rehders. 1906 wird der Handelsname Sarco eingetragen: „Sa“ von Sanders, „r“ von Rehders und „co“ von Company. Das Unternehmen ist als „Furnace Control Specialities, Philosophical Instruments, Scientific Instruments and Apparatus for Useful Purposes“ registriert. Ein Jahr später wird die Sarco Fuel Saving and Engineering Company in New York, USA, als Niederlassung von Sanders, Rehders & Co. gegründet. 1911 geht Clement Wells von Sanders, Rehders & Co, London, in die USA, um das US-Geschäft zu übernehmen, das bis nach dem Zweiten Weltkrieg zum dominierenden Partner weltweit wird. Das britische Unternehmen durchläuft eine Krise nach dem Ersten Weltkrieg.
1926 wird Walker, Crosweller der britische Händler von in den USA hergestellten Sarco-Kondensatableitern. Sie werden unter dem Namen „Spirax“ gehandelt. 1932 arbeitet Clement Wells mit der Firma Walker, Crosweller zusammen, um die Spirax Manufacturing Company in London zu gründen, um Kondensatableiter in Großbritannien herzustellen, anstatt sie aus den USA zu importieren. 1937 erwirbt die Spirax Manufacturing Company das Unternehmen Sarco Company Ltd. Bald darauf ziehen beide Unternehmen nach Cheltenham, Gloucestershire.
1939–1945: Die Spirax Manufacturing Company, die zu diesem Zeitpunkt vollständig im Besitz von Clement Wells ist, spielt eine Schlüsselrolle in den britischen Kriegsanstrengungen und liefert an Marinewerften, RAF-Stationen und Militärlager. Nach dem Krieg beträgt der Exportanteil ein Drittel. 1952 verkauft Clement Wells seine Anteile an Spirax Manufacturing und Sarco Thermostats an Herbert Smith und Lionel Northcroft, die beide Unternehmen zu einem fusionieren. Sie nennen es Spirax-Sarco Ltd. Die Gründung ist am 19. Juni 1952.
1959 wird Spirax Sarco als Spirax-Sarco Engineering Ltd. an die Börse gebracht. 1963 übernimmt das Unternehmen den britischen Konkurrenten Drayton Controls. Dies verdoppelt die Größe des Unternehmens. Spirax-Sarco Engineering Ltd. wird 1982 als Spirax-Sarco Engineering plc neu registriert. Das Unternehmen erwirbt 1983 Sarco Co. Inc. in den USA und Escodyne in Kanada.
1990 erfolgt die Übernahme von Watson-Marlow Pumps, einem führenden Hersteller von medizinischen Schlauchpumpen, 1996 die von Bredel Hose Pumps BV, dem Weltmarktführer für Hochdruckschlauchpumpen. Die Reihe der Übernahmen setzt sich fort mit Alitea, einem schwedischen Hersteller von Low-Flow- und Hochpräzisionspumpen im Jahr 2000. Es folgt Übernahme von Flexicon, einem führenden dänischen Hersteller von peristaltischen aseptischen Abfüllsystemen im Jahr 2008. 2009 erfolgt die Übernahme von MasoSine, einem führenden Hersteller von Sinuspumpen. Es folgen weitere Übernahmen von Spezialfirmen, wovon Chromalox im Jahr 2017 hervorzuheben ist. Es handelt sich um einen in den USA ansässigen Anbieter von elektrischen Produkten, Systemen und Lösungen für industrielle Prozessheizung und Temperaturmanagement. Dieser steht für 15 % des Gesamtumsatzes.
2018 wird Spirax-Sarco Engineering in den Aktienindex FTSE 100 aufgenommen. Im Jahr 2024 firmierte das Unternehmen zu Spirax Group plc um.